# Ариадна (Клаудио Монтеверди)
Вижте пояснителната страница за други значения на Ариадна.
„Ариадна“ (на италиански: L'Arianna) е втората опера на италианския композитор Клаудио Монтеверди и една от първите опери в историята.
„Ариадна“ е композирана по либрето на Отавио Ринучини, основано на „Героини“ от Овидий, по повод сватбени празненства в двора на херцога на Мантуа и е изпълнена за първи път на 28 май 1608 г. Музиката на операта е изгубена с изключение на тази за дълъг речитатив, озаглавен „Плачът на Ариадна“.